# Ascorhynchus castelli
Ascorhynchus castelli là một loài nhện biển trong họ Ascorhynchidae. Loài này thuộc chi Ascorhynchus. Ascorhynchus castelli được miêu tả khoa học năm 1881 bởi Dohrn.